# Ulszyno (przystanek kolejowy)
Ulszyno (ros. Ульшино) – przystanek kolejowy w miejscowości Ulszyno, w rejonie iznoskim, w obwodzie kałuskim, w Rosji. Położony jest na linii Wiaźma – Kaługa.